# Jaak Kreijkamp
Jacques Stephanus (Jaak) Kreijkamp (Tegelen, 6 juni 1916 – Oisterwijk, 3 juni 1971) was een Nederlandse beeldhouwer en monumentaal vormgever.

## Leven en werk
Kreijkamp (ook Kreykamp) werd opgeleid aan de kunstacademie in Tilburg en aan het Hoger Instituut voor Schone Kunsten in Antwerpen. Hij was een leerling van Ernest Wijnants en won in 1939 de gouden academiemedaille. Hij woonde in Tilburg en Oosterhout. In 1965 trouwde hij met de kunstenares Maria Johanna (Riet) van Berkom. Het paar vestigde zich in 1968 in Oisterwijk.
Kreijkamp maakte diverse beelden en gevelreliëfs die in de openbare ruimte zijn geplaatst, maar ook de voorzittershamer die in 1958 door T.S.C. Sint Olof cadeau werd gedaan aan Robert Schuman voor het Europees Parlement en het jaar erop werd gestolen. De kunstenaar was aangesloten bij de Beroepsvereniging van Beeldende Kunstenaars, AKKV en de Brabantse Stichting voor Beeldende Kunst en Edelambacht. Hij overleed een paar dagen voor zijn 55e verjaardag.

## Werken (selectie)
- Adriaan van Hilvarenbeek en Sint Petrus (1950) voor de Petruskerk, Hilvarenbeek
- gevelsteen wollenstoffenfabriek Triborgh (1951), Tilburg
- Sint Elisabeth van Thüringen (1955) bij het St. Elisabeth Ziekenhuis, Tilburg
- reliëfs kinderspelen (1958), Tilburg
- feniks (1960), Hilvarenbeek
- Driekoningen-zingen (1961), reliëf aan de Heikese kerk in Tilburg
- bronzen fontein met vier kinderen (1962), Veghel[5]
- de ontmoeting (1963), Alphen aan den Rijn
- spelende beren (1966), Tilburg
- spelende kinderen (1971), Tilburg
- liggend kind (1971), Eindhoven[6]
- kind zittend op eend, Oosterhout

## Afbeeldingen

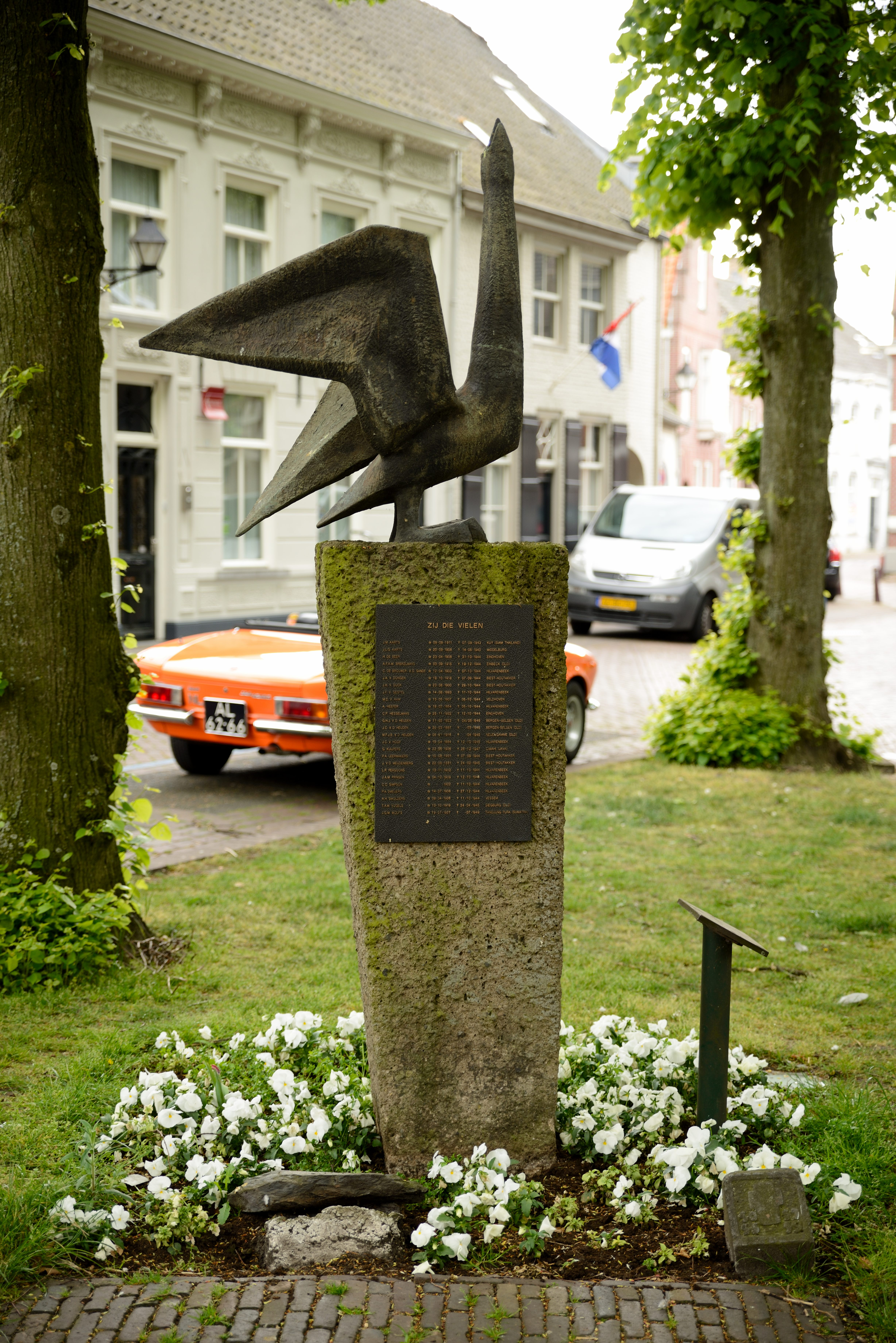
Feniks
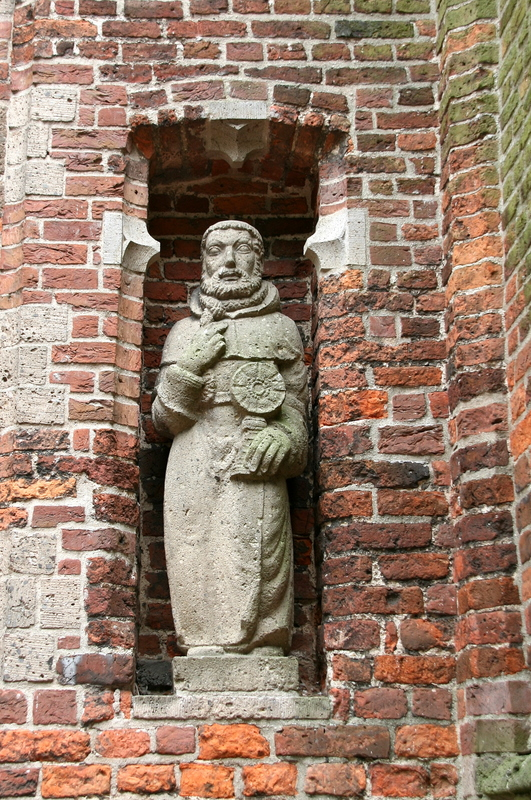
Adriaan van Hilvarenbeek
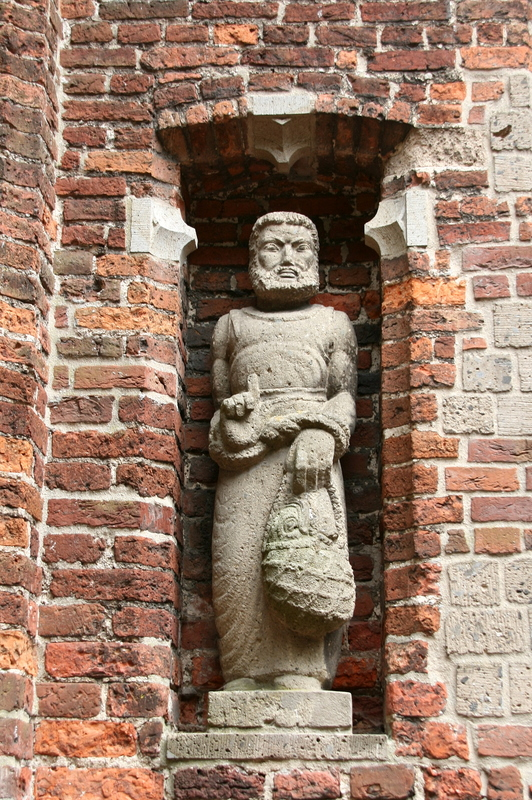
Petrus
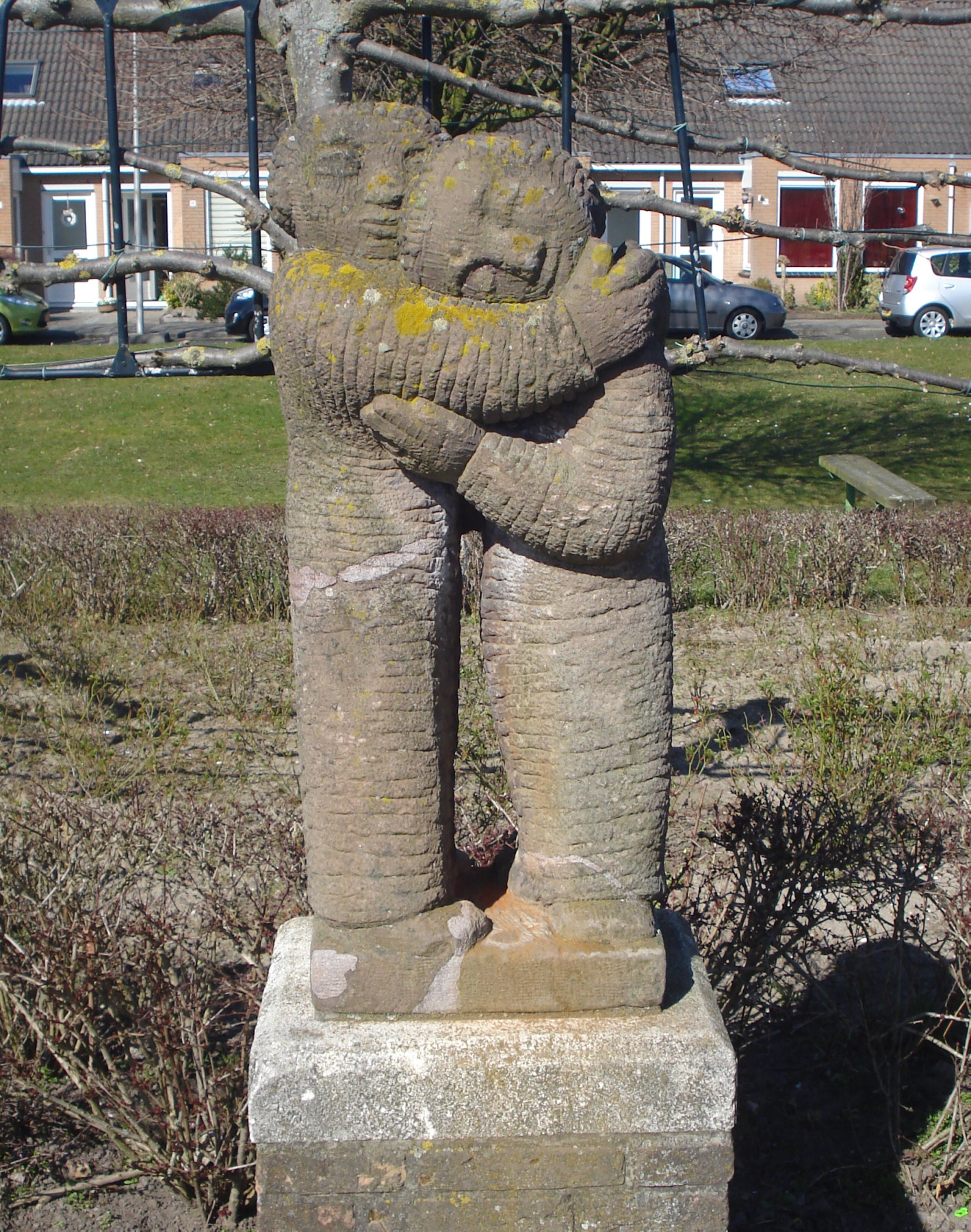
De ontmoeting

- Biografisch Portaal: 51417408
- RKD-Nederlands Instituut voor Kunstgeschiedenis: 46369